# 2013年倫敦馬拉松

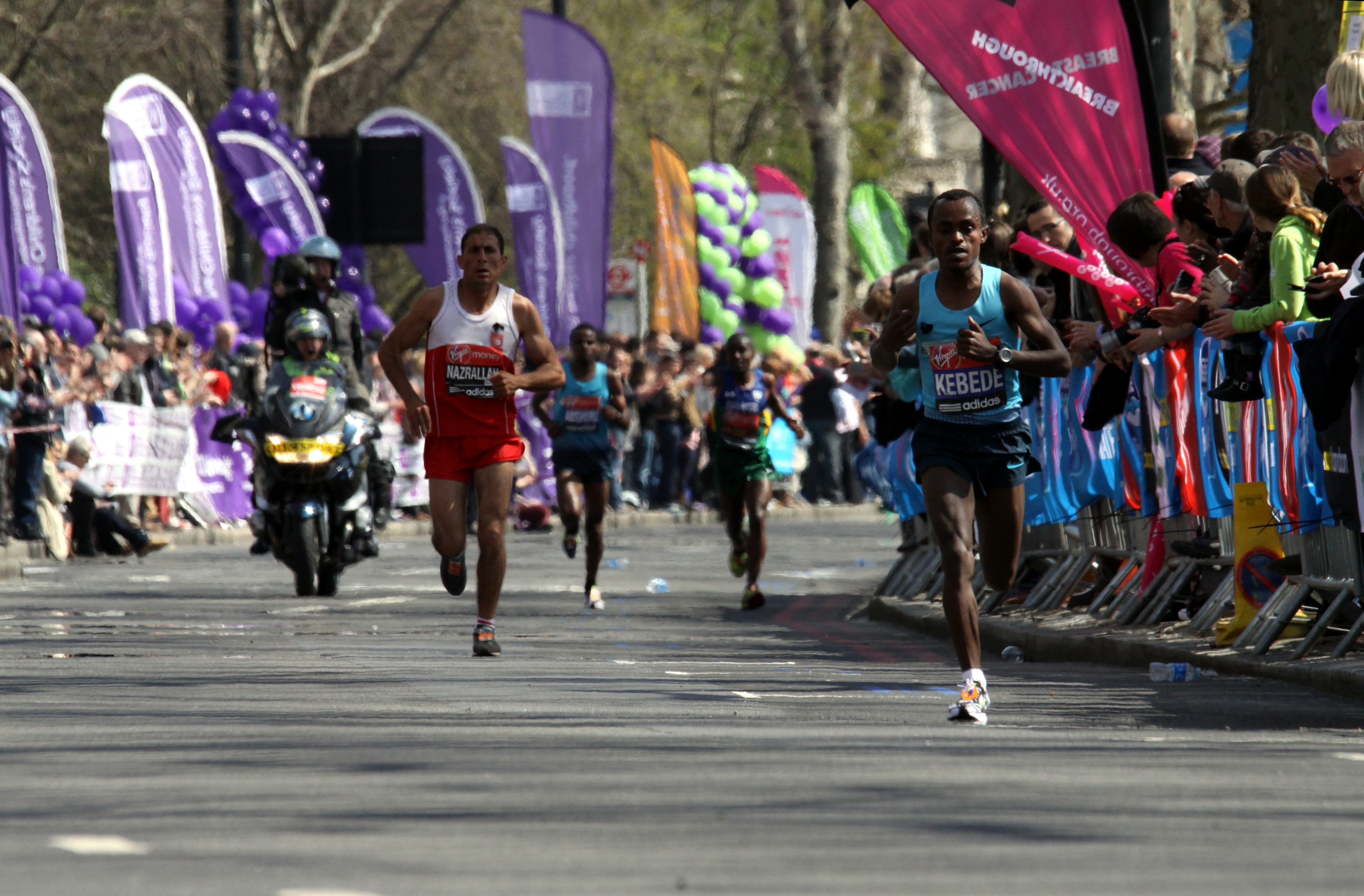
於英國倫敦舉辦的2013年倫敦馬拉松比賽，前面者為男子組冠軍謝斯基·基比迪。

2013年倫敦馬拉松為於2013年4月21日在英國倫敦舉辦的第33屆年度倫敦馬拉松比賽，為2013年年度第三個世界馬拉松大賽（World Marathon Majors）賽事，根據統計共有34,631人參與這項活動。在正常級別男子組和女子組中分別由衣索比亞選手謝斯基·基比迪與肯亞選手普瑞斯卡·吉普圖獲得冠軍，而在輪椅級別男女組別部份則分別由澳洲選手库尔特·费恩利（Kurt Fearnley）和美國選手塔緹娜·麥克法登（Tatyana McFadden）奪得，其中後者還以1時46分2秒創下倫敦馬拉松比賽紀錄。

## 背景
由於2013年倫敦馬拉松在波士頓馬拉松爆炸案後6天進行，主辦單位隨即發表聲明表示將計畫與倫敦警察廳重新審視整個賽事安全。4月16日時，體育與奧運部長（Minister for Sport and the Olympics）休·羅伯森（Hugh Robertson）宣布馬拉松賽是如期進行，並且表示亦即對於籌畫者能讓事件完全安全感到「絕對信任」。而實際上與在2012年舉辦的倫敦馬拉松相比，2013年時的倫敦馬拉松賽事多派遣超過40%的警察協助維持比賽安全。

## 比賽

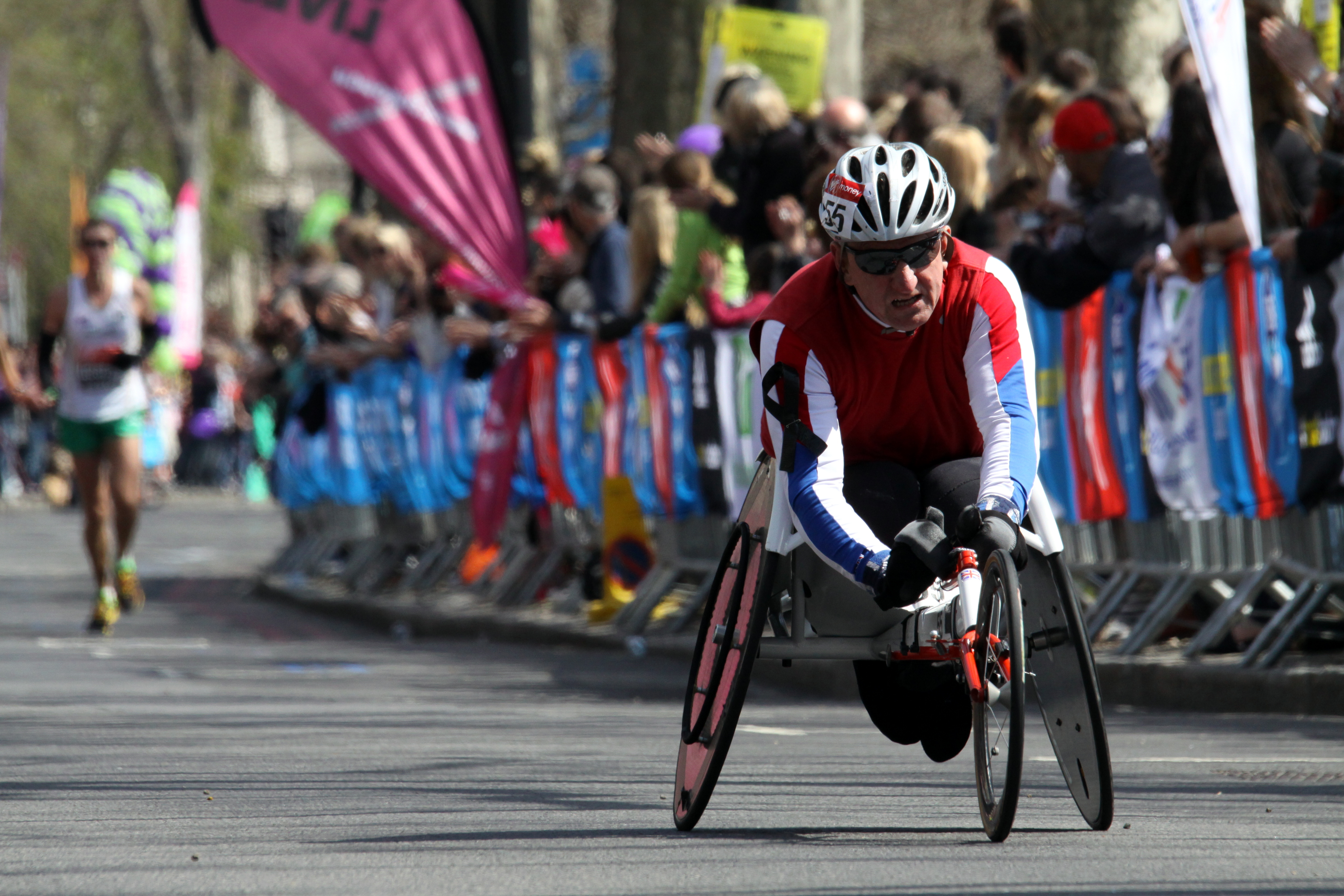
參與於英國倫敦舉辦的2013年倫敦馬拉松的輪椅選手。

2013年倫敦馬拉松一開始先展開30秒鐘的默哀以紀念波士頓馬拉松爆炸案受害者，而在賽事主辦方的鼓勵下許多選手還繫著黑絲帶已表示哀悼。主辦單位亦承諾每有一個人跑完馬拉松賽事全程，便會捐出3美元的基金提供給波士頓馬拉松爆炸案的受害者。由於比賽當天天氣良好而吸引了700,000多名愛好者，並也使得一些人認為此次比賽可能會打破世界紀錄。
在正常級別男子組部分，有將近一半的人成功跑完馬拉松全程，同時數名跑在前頭的選手其成績亦有接近世界紀錄。其中英國選手莫·法拉（Mo Farah）依照規劃中途退出比賽，而在前者步伐變慢後便由肯亞選手伊曼紐爾·基普車車·穆泰（Emmanuel Kipchirchir Mutai）領跑。但是在最後幾公里衣索比亞選手謝斯基·基比迪成功越過穆泰，最終以2時6分4秒的紀錄贏得男子馬拉松競賽的冠軍。第三名則為衣索比亞選手阿耶勒·阿布什羅（Ayele Abshero），而2012年夏季奧林匹克運動會田徑男子馬拉松比賽冠軍、烏干達選手史蒂芬·基普羅蒂奇則拿下第六名的成績。
另外在女子組比賽中期領跑者在經過男子輪椅選手補水站時，拿下2012年夏季奧林匹克運動會田徑女子馬拉松比賽冠軍的衣索比亞選手蒂基·格拉納在想要搶先拿到水時，與加拿大輪椅選手喬什·卡西迪（Josh Cassidy）發生碰撞。雖然前者很快就重新回到賽事，然而腳部疼痛仍然使其速度變緩。而最後肯亞選手普瑞斯卡·吉普圖以2時20分15秒的紀錄拿下女子組別的冠軍，她並表示：「今天我非常地、非常地高興，我簡直不敢相信我能成為最後的贏家。」之後肯亞選手愛德納·奇帕勒格特（Edna Kiplagat）與日本選手赤羽有紀子分別拿下第二名與第三名。
男子輪椅比賽則是澳洲選手库尔特·费恩利（Kurt Fearnley）以1時31分29秒紀錄跑到終點拿下第一名，他表示他認為新的培訓方案帶來勝利，並表示：「我在去年意識到如果最後300公尺仍然有人保留一點額外體力，那他們每一次都將會擊敗你。」而瑞士選手馬塞爾·哈格（Marcel Hug）和南非選手恩斯特·范·戴克（Ernst van Dyk）則分別拿下第二名與第三名，而賽前呼聲最高可以拿下六冠王的英國選手大衛·華亞（David Weir）則排名第五名。然而因為撞擊事件而退出的卡西迪則嚴厲苛責主辦單位，表示：「我不知道是誰的責任，但每年都有女子組成員超過我們，結果就是每小時20英哩的10張椅子與希望補充資源的女性爭先恐後找到自己位置……我有一對全新價值2,000美元的車輪受損，但誰會去補償？事情必須有所改變。」
美國選手塔緹娜·麥克法登（Tatyana McFadden）則在女子輪椅比賽以1時46分2秒的紀錄奪得冠軍，而這也是倫敦馬拉松的新紀錄，之後抵達的美國選手阿曼達·麥科莉（Amanda McGrory）與瑞士選手珊卓·格拉夫（Sandra Graf）則分別拿下第二名與第三名。

## 排名

### 男子組

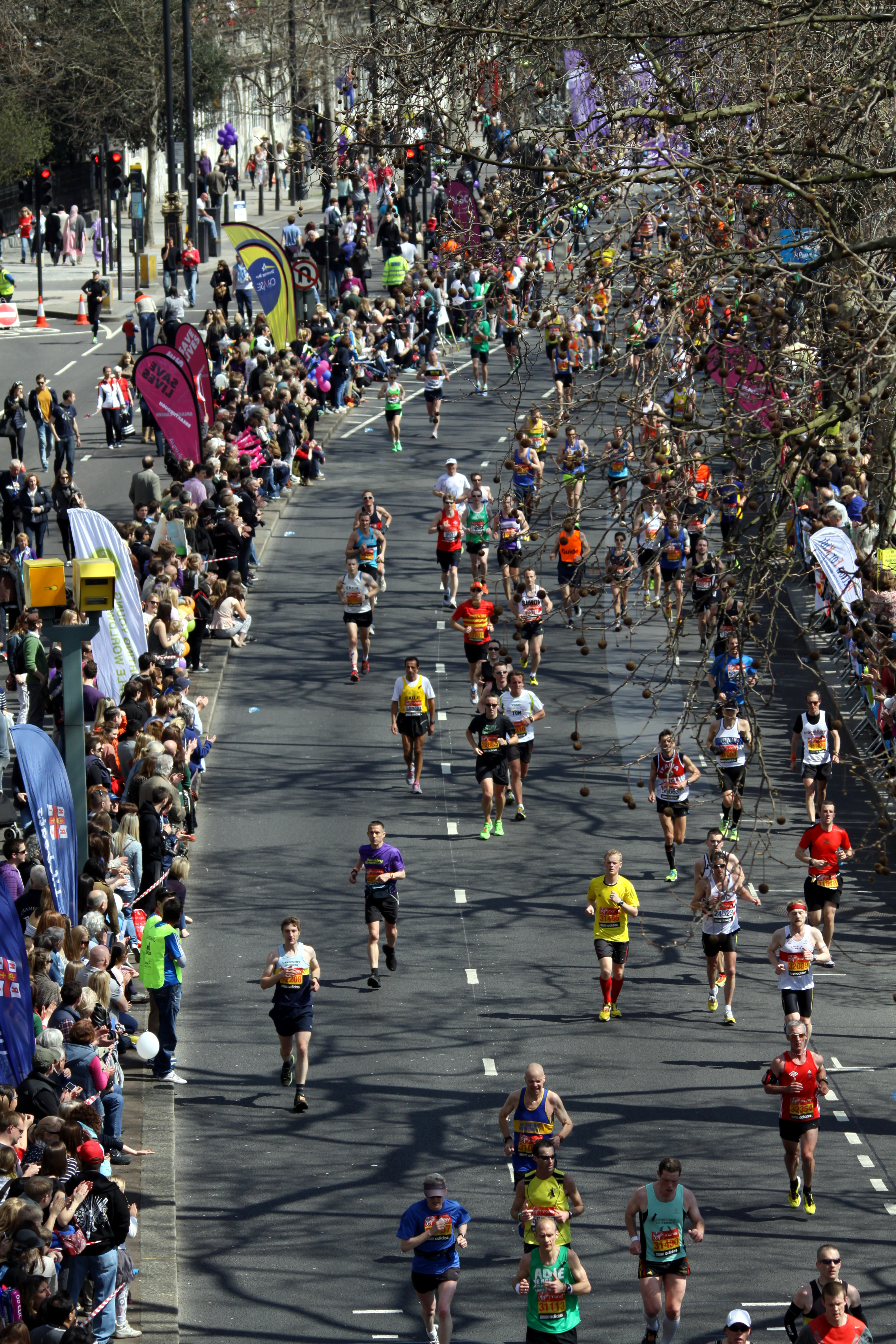
自英國倫敦維多利亞堤岸所看見的2013年倫敦馬拉松比賽場景。

| 排名 | 名字                   | 國籍     | 時間      |
| ---- | ---------------------- | -------- | --------- |
| 1    | 謝斯基·基比迪          | 衣索比亞 | 2：06：04 |
| 2    | 伊曼紐爾·基普車車·穆泰 |          | 2：06：33 |
| 3    | 阿耶勒·阿布希羅        | 衣索比亞 | 2：06：57 |
| 4    | 費耶沙·利力沙          | 衣索比亞 | 2：07：46 |
| 5    | 威爾遜·基普桑          |          | 2：07：47 |
| 6    | 史蒂芬·基普羅蒂奇      | 乌干达   | 2：08：05 |
| 7    | 亞雷德·阿斯梅羅姆      |          | 2：08：22 |
| 8    | 史丹利·比沃特          |          | 2：08：39 |
| 9    | 哈菲德·契尼            | 摩洛哥   | 2：09：11 |
| 10   | 伊亞德·藍代森          | 西班牙   | 2：09：28 |

### 女子組
| 排名 | 名字                  | 國籍     | 時間       |
| ---- | --------------------- | -------- | ---------- |
| 1    | 普瑞斯卡·吉普圖       |          | 2：20：15  |
| 2    | 愛德納·奇帕勒格特     |          | 2：21：32  |
| 3    | 赤羽有紀子            | 日本     | 2：24：43  |
| 4    | 阿賽德·貝薩           | 衣索比亞 | 2：25：14  |
| 5    | 梅塞裡·梅卡姆         | 衣索比亞 | 2：25：46  |
| 6    | 弗洛倫斯·吉普拉加特   |          | 2:：27：05 |
| 7    | 伊藤舞                | 日本     | 2：28：37  |
| 8    | 阿列夫京娜·畢提米洛娃 | 俄羅斯   | 2：30：02  |
| 9    | 蘇珊·帕特裏奇         | 英国     | 2：30：46  |
| 10   | 艾爾薇特·范齊爾       | 南非     | 2：31：26  |

### 男子輪椅
| 排名 | 名字            | 國籍 | 時間      |
| ---- | --------------- | ---- | --------- |
| 1    | 卡特·費米雷     |      | 1：31：29 |
| 2    | 馬塞爾·哈格     | 瑞士 | 1：31：29 |
| 3    | 恩斯特·范·戴克  | 南非 | 1：31：30 |
| 4    | 托馬斯·哈姆拉克 | 波蘭 | 1：31：30 |
| 5    | 大衛·華亞       | 英国 | 1：31：31 |
| 6    | Kota Hokinoue   | 日本 | 1：31：31 |
| 7    | 海因茨·弗雷     | 瑞士 | 1：31：32 |
| 8    | 山本寬幸        | 日本 | 1：31：33 |
| 9    | 理查·科爾曼     |      | 1：35：44 |
| 10   | 丹尼斯·勒默尼耶 | 法國 | 1：36：34 |

### 女子輪椅
| 排名 | 名字              | 國籍   | 時間                       |
| ---- | ----------------- | ------ | -------------------------- |
| 1    | 塔緹娜·麥克法登   | 美国   | 1：46：02 （創下比賽紀錄） |
| 2    | 阿曼達·麥科莉     | 美国   | 1：46：04                  |
| 3    | 珊卓·格拉夫       | 瑞士   | 1：48：01                  |
| 4    | 克裏斯蒂·達維斯   |        | 1：50：43                  |
| 5    | 雪莉·伍茲         | 英国   | 1：50：44                  |
| 6    | 雪莉·賴利         | 美国   | 1：50：46                  |
| 7    | 蘇珊娜·斯卡羅尼   | 美国   | 1：50：47                  |
| 8    | 馬蒂森·德羅扎利爾 |        | 1：53：44                  |
| 9    | 戴安娜·鲁瓦       | 加拿大 | 2：03：59                  |
| 10   | 梅根·道森-法雷爾  | 英国   | 2：18：23                  |

## 外部連結
- Virgin London Marathon